# Jebil-Nationalpark
Koordinaten: 33° 0′ 0″ N, 9° 0′ 0″ O
Der Jebil-Nationalpark ist ein im Jahr 1994 offiziell eingeweihter Nationalpark im Gouvernement Kebili im Süden Tunesiens. Der Park besteht ausschließlich aus Wüsten- oder Halbwüstengebieten und stellt das größte Schutzgebiet des Landes dar.

## Geographie
Der südlich des Chott el Djerid gelegene Jebil-Nationalpark umfasst eine Fläche von ca. 1500 Quadratkilometern, womit er das größte Schutzgebiet Tunesiens darstellt. Der Nationalpark besteht zu etwa 85 % aus Sanddünen, die übrige Fläche wird von Wüstensteppen dominiert. Das Klima ist heiß und trocken; nachts kann die Temperatur bei sternklarem Himmel jedoch auf unter 0 °C absinken.

## Fauna
Heimische größere Säuger sind die Dorkasgazelle und die bedrohte Dünengazelle. Ursprünglich heimische Arten, denen der Park potentielle Lebensräume bieten könnte, sind die Säbelantilope und die Mendesantilope.
Letztere wurde mittlerweile in großen umzäunten Bereichen des Jebil-Nationalparks angesiedelt. Im Jahr 2007 wurden 15 Mendesantilopen aus dem Bou-Hedma-Nationalpark und dreizehn weitere aus Zoologischen Gärten eingeführt. Der Bestand wuchs auf 45 Tiere im Oktober 2010 an.

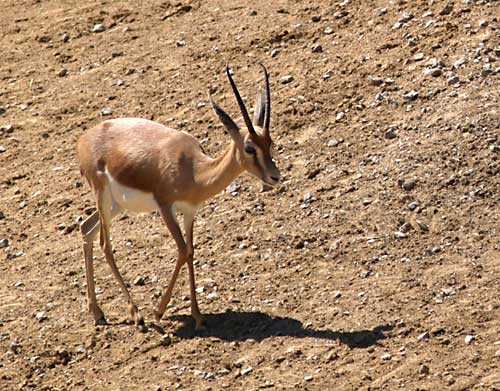
Dorkasgazelle
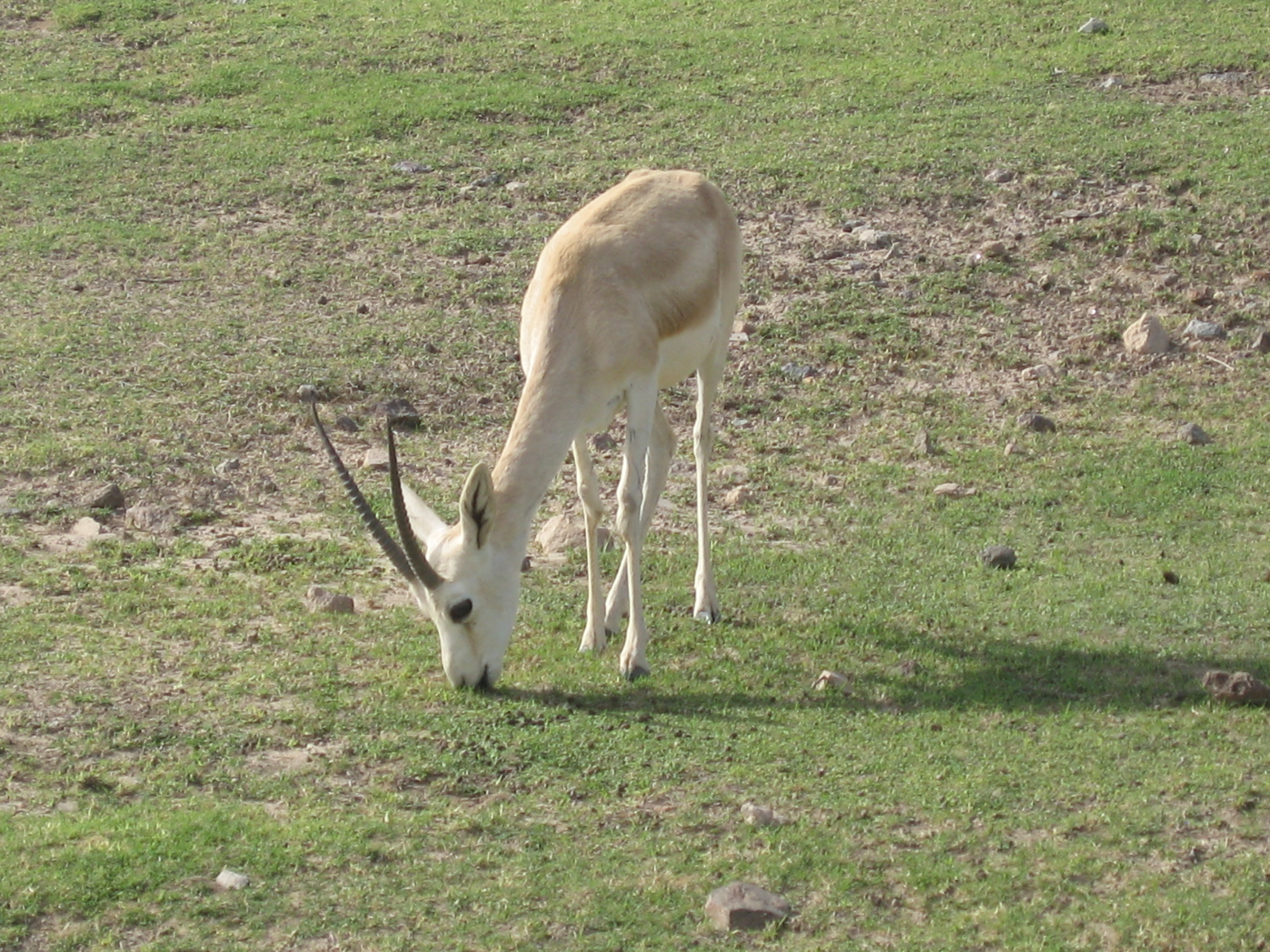
Dünengazelle
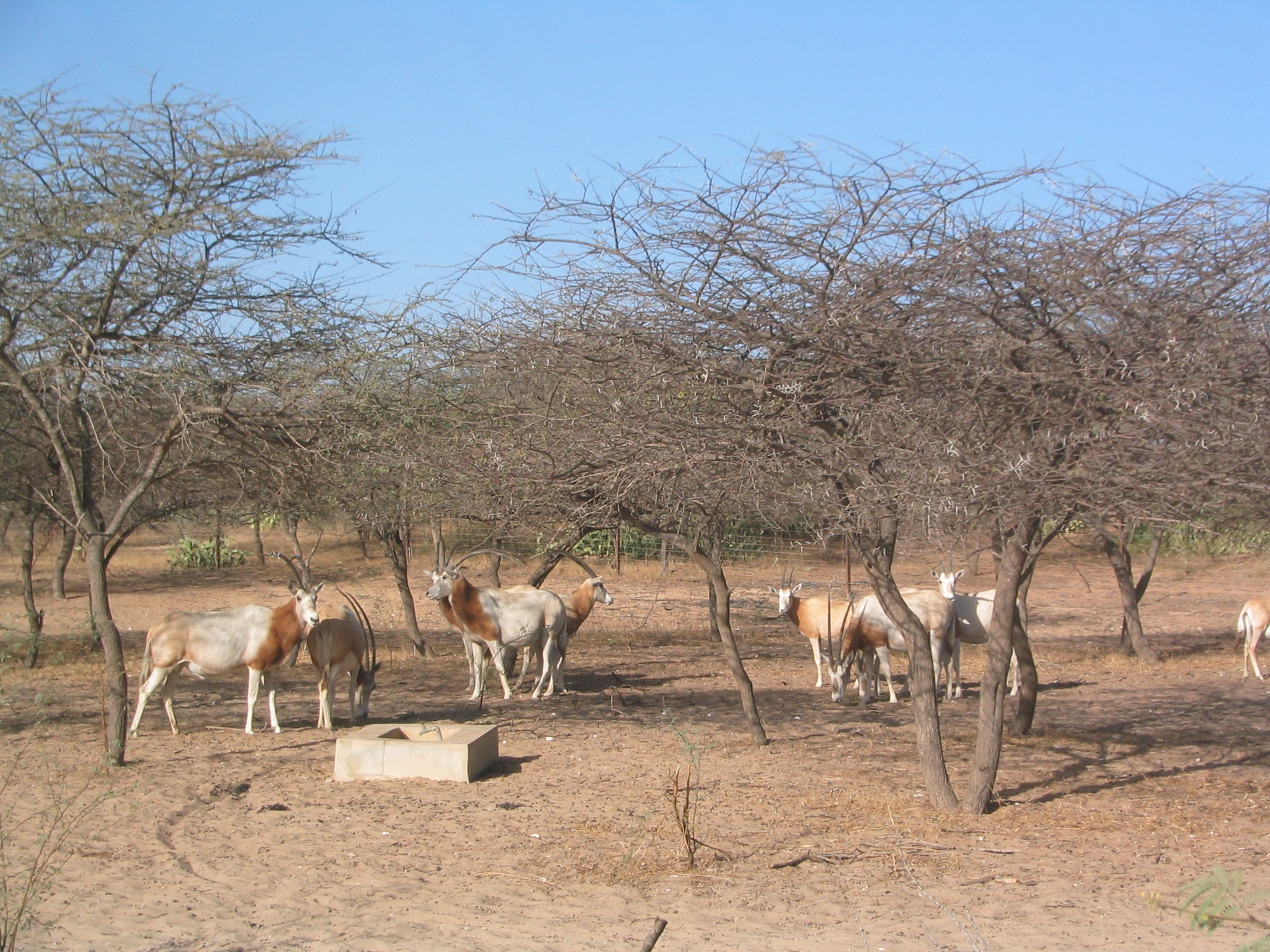
Säbel-/Oryxantilope
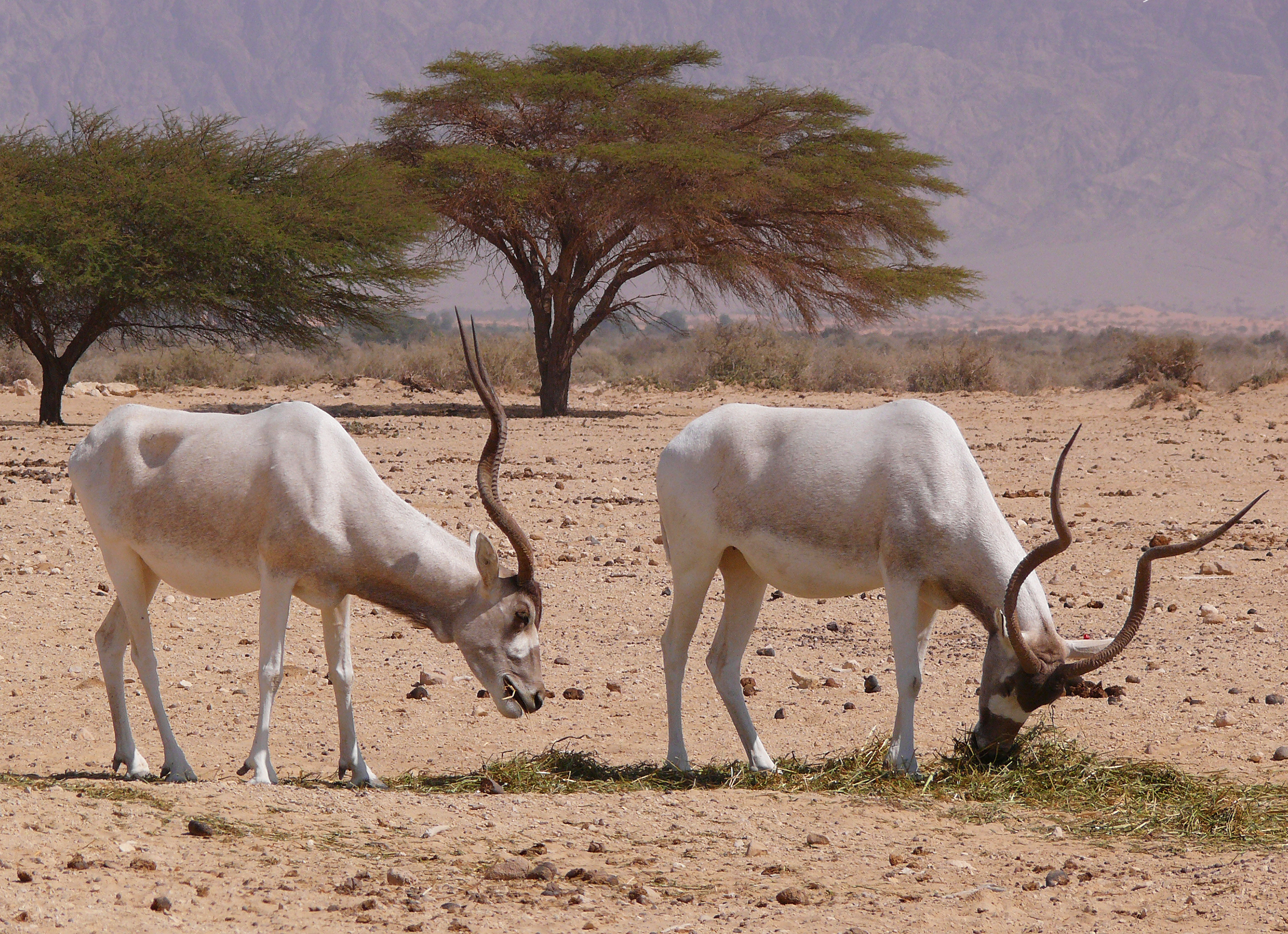
Mendesantilopen